# Celyphohomoneura
Celyphohomoneura är ett släkte av tvåvingar. Celyphohomoneura ingår i familjen lövflugor.
Kladogram enligt Catalogue of Life:
| Celyphohomoneura | \| \| Celyphohomoneura nigrifacies \| \| \| \| \| \| Celyphohomoneura nitida \| \| \| \| |
|                  | \| \| Celyphohomoneura nigrifacies \| \| \| \| \| \| Celyphohomoneura nitida \| \| \| \| |
|                  | Celyphohomoneura nigrifacies                                                             |
|                  |                                                                                          |
|                  | Celyphohomoneura nitida                                                                  |
|                  |                                                                                          |